# Gran Vía Asima
La Gran Vía Asima es una avenida situada en la ciudad de Palma de Mallorca, capital de las Islas Baleares, en España. Su nombre hace referencia a ASIMA (Asociación de Industriales de Mallorca), institución que promovió la construcción de los polígonos industriales de Palma de Mallorca. La avenida está situada en el Polígono industrial de Son Castelló y lo atraviesa de lado a lado dividiéndolo en dos. Tiene una longitud total de 1400 metros.

## Transporte

### Autobús
En autobús queda conectado mediante las siguientes líneas de la EMT: 
| Línea | Trayecto                  | Recorrido | Frecuencia |
| ----- | ------------------------- | --------- | ---------- |
| 11    | Sindicato - La Indiotería | Recorrido | 20 minutos |

### Metro
Queda conectado mediante las siguientes líneas de metro: 
| Línea | Trayecto                      | Frecuencia |
| ----- | ----------------------------- | ---------- |
| M1    | Plaza de España – Universidad | 20 minutos |